# مافي كالدر
مافي كالدر (بالإنجليزية: Muffy Calder)‏ هي عالمة كمبيوتر اسكتلندية وحاصلة على رتبة الإمبراطورية البريطانية وزمالة الأكاديمية الملكية للهندسة، تشغل حاليا منصب نائبة مدير ورئيسة كلية العلوم والهندسة وأستاذة في ما يُعرف بالأساليب الرسمية في جامعة غلاسكو. شغلت ما بين 2012 و2015 منصب الرئيسة والمستشارة العلمية في الحكومة الاسكتلندية.

## السيرة الذاتية
ولدت مافي كالدر في اسكتلندا، وحصلت على شهادة البكالوريوس في علوم الكمبيوتر من جامعة ستيرلينغ، ثم أكملت الدكتوراه في العلوم الحاسوبية في جامعة سانت أندروز في عام 1988 تحت إشراف البروفسور روي ديكشوف. كانت تُعرف على نطاق واسع باسم توماس حيث نشرت عشرات الأبحاث تحت هذا الاسم قبل أن تتزوج من ديف كالدر في عام 1998.
عملت في جامعة غلاسكو منذ عام 1988 حيث شغلت منصب عميدة البحث العلمي في كلية العلوم والهندسة حتى عام 2012. أصبح في وقت لاحق كبيرة المستشارين العلميين في الحكومة الاسكتلندية وذلك بحلول 1 آذار/مارس 2012. سبق لكالدر وأن شغلت منصب رئيسة قسم بحوث الحوسبة في المملكة المتحدة كما شغلت منصبا مهما في أكاديمية الحوسبة وفي لجنة البحوث. أصبحت نائبة مدير ورئيس كلية العلوم والهندسة في عام 2015. وفي نفس العام تم تعيينها في مجلس الهندسة والعلوم الفيزيائية ومجلس البحوث.

## البحث
تتلخص اهتمامات كالدر البحثية في النمذجة الرياضية والمنطق الآلي والتزامن وكذلك كيفية التواصل بين الأنظمة. نشرت كالدر عشرات البحوث حول ميزة التفاعل وحول كيفية الاستفادة من الرياضيات في علوم الحاسوب، وحصلت على أكثر من 300 شهادة في البحث العلمي من شركة جوجل. سعت في أبحاثها أيضا إلى تطبيق علوم الكمبيوتر في أساليب الكيمياء الحيوية والشبكات وإشارة الخلية في المعلوماتية الحيوية ونشرت عشرات الأوراق البحثية في هذا الموضوع.

## الجوائز
حصلت مافي على وسام الإمبراطورية البريطانية كما نالت وسام الشرف عام 2011. وحصلت على زمالة في
الأكاديمية الملكية للهندسة،
 وفي الجمعية الملكية في إدنبرة وكذلك في جمعية الحاسبات البريطانية وجمعية الهندسة والتقنية. وتُعتبر اليوم كالدر واحدة من بين 21 امرأة الأكثر نفوذا في اسكتلندا.